# Herbita bendiata
Herbita bendiata là một loài bướm đêm trong họ Geometridae.